# Schenkia labralis
Schenkia labralis är en stekelart som först beskrevs av Johann Ludwig Christian Gravenhorst 1829.  Schenkia labralis ingår i släktet Schenkia och familjen brokparasitsteklar. Inga underarter finns listade i Catalogue of Life.